# ダヴィデ・アドルニ
ダヴィデ・アドルニ（Davide Adorni, 1992年8月9日 - ）は、イタリア・パルマ出身のサッカー選手。ブレシア・カルチョ所属。ポジションはディフェンダー。

## 経歴
パルマ・カルチョ1913の下部組織に所属し、トップチームでの出場はないまま、2012年7月4日にACレナーテに期限付き移籍した。
2013年6月29日、ACチェゼーナと4年契約を結んだが、保有権の半分はパルマが保有した。。
2017年7月18日、ASチッタデッラに加入した。
2022年1月31日、ブレシア・カルチョに加入した。